# ماشیناسورها
ماشیناسورها یا داینوتراکس (انگلیسی: Dinotrux) یک مجموعه تلویزیونی انیمیشن کامپیوتری است که بر اساس مجموعه کتاب‌های کریس گال به همین نام ساخته شده است. این سریال داستانی دنیایی ماقبل تاریخ و تخیلی است که در آن شخصیت‌های ترکیبی زندگی می‌کنند که بخشی از حیوانات و بخشی مکانیکی هستند.
از ۱۰ نوامبر ۲۰۱۷، فصل‌های بعدی تحت عنوان ماشیناسورهای ابر قوه‌ای (انگلیسی: Dinotrux Supercharged) منتشر شد که فصل دوم در ۲۳ مارس ۲۰۱۸ و آخرین فصل در ۳ اوت ۲۰۱۸ منتشر شد.

## خلاصه داستان
دنیای ماقبل تاریخ که در دوران مکازوئیک اتفاق می‌افتد، پر از خزندگان-ابزارهای ترکیبی به نام Reptools و کامیون‌های دایناسور هیبریدی به نام Dinotrux است. دو دوست صمیمی، Ty Rux، که یک Tyrannosaurus Trux خوب است، و Revvit، که یک Rotilian Reptool است، باید با سایر ساکنان جهان متحد شوند تا از جامعه و کار خود در برابر T-Trux شیطانی به نام "D-Structs" دفاع کنند. ". Dinotrux و Reptools یک رابطه همزیستی مشترک دارند. به عنوان مثال، Ty ایمنی، سرپناه و امنیت را برای Revvit فراهم می کند و Revvit به نوبه خود Ty را در صورت نیاز تعمیر و نگهداری می کند.